# Стад дю Мустуар
«Стад дю Мустуар» (фр. Stade du Moustoir) — стадион футбольного клуба «Лорьян». Второе название арены «Стад Ив Алленма» (фр. Stade Yves-Allainmat). Вместимость стадиона составляет 18 500 зрителей, из которых 18 110 занимают сидячие места. На арене используется искусственный газон.

## История
«Стад дю Мустуар» был построен в июле 1959 года в квартале Мустуар города Лорьян, Франция. На стадионе было только 6 000 мест, а вокруг поля располагался велотрек. В 1998 году начинается первая реконструкция стадиона, были разобраны старая трибуна и велотрек. Заново возведены две трибуны, что позволило увеличить вместимость на 5 000 мест.
На следующий сезон «Лорьян» вылетает в Лигу 2, и стройка замораживается на неопределенный срок. Когда же они вернулись в элитный дивизион в середине 2000-х в скором времени реконструкция была возобновлена. В 2010 году на стадионе закончилась вторая реконструкция, после которой была воздвигнута новая южная трибуна. Это позволило увеличить численность сидячих мест до 18 110.